# 尹汝貞
尹汝貞（： Youn Yuh Jung，1947年6月19日—），韓國女演員，本貫坡平尹氏，1966年TBC第3期公開招募藝人出身。因主演金綺泳導演的新版《下女》——《火女》而榮獲青龍電影獎、錫切斯影展、大鐘獎以及釜日電影獎。2010年參演林常樹導演版的《下女》，再獲青龍電影奬、大鐘獎以及亞洲電影大獎、釜日電影獎肯定。
其他知名作品有電視劇《張禧嬪》、《糞禮記》、《愛情是什麼》、《澡堂老闆家的男人們》、《情定大飯店》、《加油！金順》、《19歲的純情》、《媳婦的全盛時代》、《黃金魚》、《是否聽見我的心》、《順藤而上的你》與《我親愛的朋友們》等；電影《母性》、《風流家族》、《黃真伊》、《金錢的味道》、《這時對，那時錯》、《季春奶奶》與《神女觀音》等；綜藝節目《花樣姐姐》、《尹食堂》系列。
2020年參演的美國電影《夢想之地》獲得廣大的好評，於該影獎季領跑最佳女配角獎，成為首位獲得奧斯卡金像獎與英國電影學院獎的韓國籍演員，也是首位獲美國演員工會獎電影個人獎肯定的亞洲演員，並奪下獨立精神獎以及國家評論協會等數個影評人協會獎，另入圍了評論家選擇電影獎與衛星獎，且獲時代雜誌選為2021年度百大最具影響力人物。

## 生平
尹汝貞生於開城（今屬朝鮮民主主義人民共和國），是三姊妹中的長女，母親名為慎昭子（신소자），父親在她10歲時逝世。1960年曾是重山育英會（現為小岡閔寬植育英財團）的獎學生，獲得獎助金以繼續學業，畢業於梨花女子高等學校，漢陽大學國文系肄業。大妹尹汝淑畢業於延世大學，小妹是曾在KBS擔任主持人、曾任LG藝術中心代表的尹汝順（윤여순）。

## 職涯

### 1966年至1976年：年輕時的全盛期
就讀漢陽大學國文系一年級期間，尹汝貞參觀電台時獲得打工機會，並在崔相鉉（최상현）導演的建議下，於1966年參加TBC藝人公開招募進而入行。由於尹汝貞的外貌不夠美艷，居多擔任配角或跑龍套，扮演主角的婢女等。1970年，與TBC的專屬合約到期後，被MBC挖角，於《江邊生活》中登場，正式跳槽MBC。
1971年，尹汝貞認為金綺泳導演的電影《火女》有別於常見的淒美愛情片，因此接下該片的演出邀約。她在片中飾演一名初到城市的鄉下女孩，角色因和身為有婦之夫的雇主有染，引發一連串悲劇，進而變身對男性存有病態般恨意與執著的女性。她的演出廣受好評，獲得錫切斯影展、青龍電影獎、大鐘獎與釜日電影獎的肯定，青龍電影獎評審鮮于煇（선우휘）讚揚道：「尹汝貞的發展，將是分辨我們電影品質向上與否的標竿」為人稱道是屬於演技性格派的尹汝貞，自認自己「不是美人」，電影專家李浩杰（이호걸）稱她「特有的語速與有性格的外貌」，以「新世代年輕女性形象扎扎實實地登場。」
在《火女》大獲成功的同時，尹汝貞初登舞台劇劇場，演出山回音劇團（산울림）譯自羅伯·波特的同名作品《櫻花開》（꽃피는 체리）。除此之外，尹汝貞的電視演藝事業在同一年度也有所收穫。當時，MBC正籌備製作史劇《張禧嬪》，在主演級藝人鬧人才荒的情況下，電視台祭出賞金由觀眾投票選角。尹汝貞最後在尹靜姬與金芝美之中脫穎而出，是繼電影與廣播劇後，電視史上首位詮釋張禧嬪的女演員。由於詮釋該劇的惡女形象深植人心，尹汝貞曾在澡堂遭觀眾咒罵、潑熱水，在公眾場所被指指點點等。
1972年，《火女》原班底推出了姊妹篇《蟲女》，尹汝貞依舊飾演一名因經歷世事而心態越加扭曲的少女。與此同時，參演了出身廣播劇的女流作家金秀賢在MBC所編寫的首兩部電視劇《彩虹》（무지개）與《新媽媽》。由於《新媽媽》累積不少人氣，因此該劇延長放映，一直播映至1973年底，全劇共411集。
尹汝貞與歌手趙英男在1970年因主持MBC廣播節目《青春萬歲》（청춘만세）而結緣，並在1973年公開訂婚關係，同時計畫陪同準備出國深造的未婚夫赴美。該年12月25日，《新媽媽》甫終映不久，演藝事業正處於巔峰期的尹汝貞，正式追隨趙英男移民美國，並於隔年2月結為連理。1976年5月，尹汝貞短暫歸國，復出主演由當時已成人氣作家的金秀賢所著之MBC日日連續劇《女高同窗生》，在劇中飾演一名富家女，隨後便在同年11月再度赴美。尹汝貞表示自己當時受到韓國傳統觀念的影響，認為自己已至適婚年齡，便選擇放下演藝事業，走入婚姻。

### 1978年至1987年：引退、復出與離婚
渡美期間，尹汝貞夫婦倆待過洛杉磯，但主要是居住在佛羅里達州聖彼德斯堡，並在該地撫育兩子，不過異鄉的生活，對她而言相當煎熬。期間，她主演了旅美導演洪義峰（홍의봉）所執導的電影《韓裔美人的日與夜》（1978年），故事講述韓國留學生夫婦與韓國僑胞的故事。她也曾跟隨參加公演的丈夫數度返國。
1982年，趙英男宣布計畫永久歸國，尹汝貞便跟隨丈夫在1984年5月正式回到韓國生活。在闊別韓國八年後，以MBC暢銷劇場《三角笠》（고깔）於同年10月二度復出，擔綱女主角，飾演一名老處女記者。1985年，尹汝貞睽違13年重返韓國電影圈，參與了由金秀賢執筆、朴哲洙執導的電影《母性》，與新人全惠星（전혜성）共同主演，飾演一名未能保護女兒而自責與憤怒的母親。該片獲得好評，尹汝貞也睽違多年再次入圍大鐘獎。
1987年，尹汝貞與趙英男已分居四個月，並以個性和生活方式有所歧異為由，在該年1月結束13年的婚姻，兩個兒子的撫養權也歸她所有。尹汝貞曾說道：「生病的家庭⋯⋯三人行是活不下去的」，直指丈夫的出軌是她選擇離婚的主因，然而當時卻有人認為此舉傷害了國民的情緒，電視台高層也認為她應該保持低調，事業因此一度停擺。

### 1987年至1990年代：奠定中堅演員的稱號
由於韓國民風保守，尹汝貞對於離婚負有罪惡感，便帶著兩個兒子回到美國佛羅里達州。為了養活孩子，她曾考慮在大眾超市打工，但最低時薪恐入不敷出。金秀賢作家認為尹汝貞具有才華，因此鼓勵她返回韓國演藝圈，尹汝貞這時才開始重視演藝事業，並視為職涯的轉捩點。不過，擔綱主演的光景不再，此時為了生計，甘願接演小角色。起初，未免遭質疑受名編劇關照，因此和金秀賢約定不再合作，可是在戲約寥寥無幾的情況下，最終還是在金秀賢編劇之《愛情與野望》（1987年）中擔任配角，該劇在當時收獲了極高的人氣。此後，陸續演出了《沙城》（1988年）、《叛亂的玫瑰》（1990年）等，儼然成為金編的香餑餑之一。1989年，首次演出KBS第2頻道（前身為TBC）的戲劇作品，於《愛情的羈絆》中擔任配角，飾演一名女醫師。由於當時扮演了不少職業婦女、「師」字輩、知性或有主見的角色，以當時的風氣而論，反而成了部分觀眾「非好感」的演員之一。
1990年，尹汝貞時隔18年憑《危機的女子》（위기의 여자）重登舞台劇劇場，飾演因丈夫不忠而被迫回顧自己44年人生的危機女子——莫妮可，因收獲不錯的反響，該作品曾數度加演。
1991年至1992年間，尹汝貞在金秀賢所編之《愛情是什麼》中，飾演女主角的母親韓心愛，角色為愛從大學中輟步入婚姻，因詮釋出大媳婦的悲歡而獲得好評。該劇的人物描繪引起觀眾的共鳴，因此取得極高人氣，更掀起「愛情是什麼症候群」的文化潮流。據MBC調查，最高收視曾達76.9%，佔有率達86.1%，近乎席捲全國，收視率調查公司AGB尼爾森則錄得單集最高收視64.9%，平均收視59.6%的絕佳成績，但另一方面，也有女性團體稱該劇鼓吹「錯誤的女性觀」。
同期間，尹汝貞也活躍於甫開台的民營無線台SBS，演出小說劇場《糞禮記》，並憑該劇的演出獲得韓國放送大獎肯定。另參演了SBS創社特輯《冠村隨筆》，飾演一名土俗的婦人，該劇因賺人熱淚的情節而著稱。
1993年1月18日，尹汝貞在忠清南道禮山郡國道上發生交通事故，並入院治療了三週的時間，導致她無法進行演藝活動，而中斷了《冠村隨筆》的演出，取消MBC《思春期》的演出合約等，遂於1994年1月向大韓通運的司機提出損害賠償的告訴。
尹汝貞後續仍與金秀賢作家緊密地合作，被媒體視為「作家演員搭擋風」的著名範例之一，作品包括《我過去年輕時》（옛날 나 어릴 적에；1993年）、《所謂活著》（1993年）、《作別》（1994年）與《澡堂老闆家的男人們》（1995年）等。其中《作別》的收視與評價遭遇滑鐵盧，劇集因此提早終映，且暴力場面也引發爭議；《澡堂老闆家的男人們》則堪稱人氣無法擋，取得53.4%的高收視紀錄，而尹汝貞在劇中詮釋中年公主病「王妃病」的角色性格成為話題之一，更被稱作「尹汝貞症候群」。
1995年，年僅48歲的尹汝貞，首次挑戰老年角色，於《你的聲音》中，飾演65歲的名門大家長桂洞老奶奶。
尹汝貞在1997年，首度演出被譽為「第二個金秀賢」的盧熙京作家的電視劇《我活著的理由》，並在日後陸續演出了盧編所著之《謊言》（1998年）、《我們真的愛過嗎》（1999年）、《成為流行歌》（2005年）、《他們的世界》（2008年）與《我親愛的朋友們》（2016年）等，合作時間橫跨兩世紀。

### 2000年代至2010年代：忠武路的教母

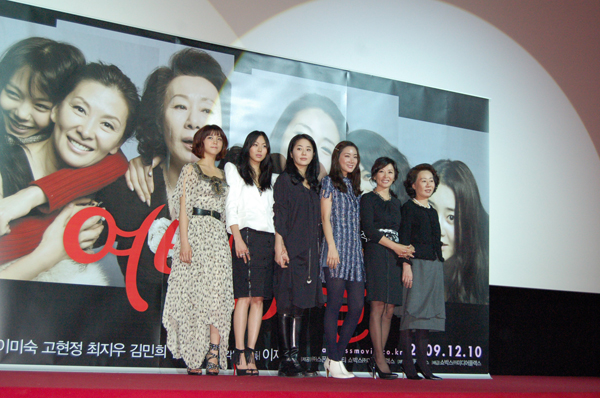
尹汝貞（右起）與李美淑、崔志宇、高賢廷、金珉禧以及金玉彬一同出席《女演员们》發佈會，該片入選第60屆柏林影展電影大觀。

21世紀，尹汝貞是林常樹、洪常秀與李在容等名揚國際影展的導演的御用演員，透過低預算的獨立電影展現破格的演技，故被稱作「忠武路的教母」，也因此大開國際知名度。尹汝貞在2003年首次和林常樹導演合作，憑《風流家族》時隔多年重登大螢幕，在片中扮演有婚外情的中年女性，該片入圍第60屆威尼斯影展正式競賽單元。
2010年，尹汝貞首次踏上坎城影展的紅毯，且挾著兩部片走了兩次。《愛情，說來可笑》（2009年）是尹汝貞首次演出洪常秀導演的電影，該片獲得第63屆坎城影展一種注目大獎，而林常樹執導的《下女》（2010年）則入圍同屆坎城影展正式競賽單元。《下女》是改編自金綺泳導演於1960年拍攝的同名電影，也是《火女》的原版。尹汝貞在《下女》中飾演城府深的老女管家，演技收獲好評，憑該片第二度獲得青龍電影獎與大鐘獎的肯定，更拿下亞洲電影大獎最佳女配角，為她的電影事業迎來第二次高峰。
2012年，林常樹執導的《金錢的味道》以及洪常秀執導的《愛，在他鄉》雙雙入圍第65屆坎城影展正式競賽單元，一同角逐金棕櫚獎，而兩部片都有尹汝貞的身影。尹汝貞在《金錢的味道》中，飾演善妒又貪肉慾的財閥女主人白金玉，演出大膽而獲得好評；在《愛，在他鄉》中則飾演一名躲債的女教授。尹汝貞後續與洪常秀導演合作的電影皆在國際取得不錯的反響，包括入圍第71屆威尼斯影展地平線單元的《自由之丘》（2014年）以及獲得盧卡諾影展金豹獎的《這時對，那時錯》（2015年）。
電影評論家兼水原大學電影與影像學系客座教授金孝正（김효정）曾說：「尹汝貞是國內唯一隨年齡增長，戲路也隨之增廣的演員，很少有演員能同時詮釋奶奶與要角。」
尹汝貞在韓國電視劇中，持續以扮演主角的母親或奶奶著稱。知名作品包括飾演華克山莊總裁夫人尹東淑的《情定大飯店》（2001年），該劇最高收視達30%。在收視均達40%的日日連續劇《加油！金順》（2005年）與《19歲的純情》（2006年）中，分別扮演拉拔孫女長大而令觀眾動容的奶奶，以及阻礙兒子戀情的貴夫人尹明惠。在收視達36.5%（TNmS）與35.3%（AGB）的《媳婦的全盛時代》（2007年）中，飾演夾在嚴厲的婆婆與新世代媳婦之間，飽受委屈的第二代傳統女性徐美順。在收視達20%的《黃金魚》（2010年）中，飾演雙面人繼母趙允希，詮釋因嫉妒而暗中虐待男主角的醫院院長夫人。在《是否聽見我的心》（2011年）中，扮演照料智能障礙養子的老奶奶黃順琴。在收視達49.2%（TNmS）與45.3%（AGB）的國民電視劇《順藤而上的你》（2012年）中，飾演受到丈夫冷落，並尋回走失兒子的母親嚴清愛，演技備受好評。
2013年，參與旅遊實境節目《花樣姐姐》，自此開啟與羅暎錫導演的緣分，後續主持了在海外開設韓式料理餐廳的實境節目《尹食堂》系列（2017年至2018年）與經營民宿的《尹STAY》（2021年）等。該一系列節目取得不少人氣，為她開拓出不同的演藝道路，「當了50年的演員，代表作竟是《尹食堂》，太丟臉了。」尹汝貞曾趣味地說道。
2015年至2017年間，尹汝貞在Netflix的原創節目《超感8人組》中客串演出，該劇是她首個美國作品，主創拉娜·華卓斯基曾稱讚她是「一鏡神人」（one-take wonder）。

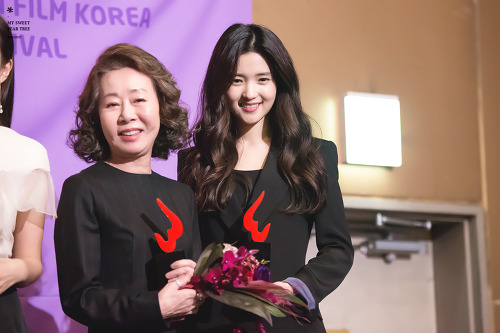
尹汝貞（左起）與金泰梨獲得2016年年度女性電影人獎

2016年，在電影《季春奶奶》中飾演與走失孫女重逢的季春奶奶，該片入選第29屆東京國際影展，並入圍大鐘獎女主角獎。同年，主演另一部電影《神女觀音》，詮釋富有人性溫度的老街妓，演技受到普遍的讚譽，獲奇幻國際電影節與亞洲太平洋電影獎的肯定，並入圍百想藝術大獎和青龍電影獎等。該片是尹汝貞與李在容導演第三度合作，也是繼《女演員們》（2009年）與《網路遙控開麥拉》（2013年）後，第三度入選柏林影展電影大觀的合作影片。

### 2020年代：奧斯卡金像獎得主，好萊塢成名
2020年至2021年間，參演描繪韓裔美國夢的美國電影《夢想之地》，在片中飾演不按牌理出牌的外婆順子，不僅該片獲得廣泛的好評，她在有限的篇幅中，將角色勾勒地有稜有角，因此收獲影評一致的讚賞，稱其演出「搶鏡」，並受封「韓國梅莉·史翠普」。於該影獎季橫掃超過40座最佳女配角獎，並創下多項影史紀錄，包括成為首位入圍暨獲得奧斯卡金像獎的韓國籍演員，是繼梅木三吉後，時隔63年第二位獲得奧斯卡最佳女配角獎的亞洲演員，同時也是首位獲得英國電影學院獎的韓國演員以及首位獲得美國演員工會獎電影類個人獎的亞洲演員等，並獲獨立精神獎以及國家評論協會、洛杉磯影評人協會、舊金山影評人協會與波士頓影評人協會等數個影評人協會肯定，另入圍評論家選擇電影獎與衛星獎等。
林肯中心電影協會在影獎季期間舉辦了尹汝貞的回顧影展，放映《下女》、《愛，在他鄉》、《巴克斯奶奶的性福配方》、《福氣啦！燦實》（2020年）與《夢想之地》等五部電影。2021年4月，OCN與tvN共同推出描述尹汝貞55年演藝生涯的特輯紀錄片《尹Story》（윤스토리），透過訪問李純才、李政宰、全道嬿、宋慧喬、李瑞鎮、文素利、梁東根、奉太奎、韓藝璃、羅暎錫、金楚熙與金永敏等導演、演員與評論家，談論尹汝貞的演技人生。KBS 1TV隨後也在《紀錄片洞察》中製作尹汝貞的單集專題，除了前述的李純才、韓藝璃與金楚熙外，還訪問了姜富子、金英玉、朴根瀅、崔化精、金高銀、盧熙京、沈載明與鄭鎮宇等演員、編劇、製作人與導演，回顧尹汝貞的演藝生涯與共事的經歷。7月，尹汝貞獲邀加入美國影藝與科學學院，成為擁有投票權的學院成員。9月，獲時代雜誌選為年度百大最具影響力人物，列於巨頭（Titans）類別。
金綺泳導演的遺作《死也是好的經驗：天使女成為惡女》在2021年7月正式於院線公映，該片是在1990年拍攝，原名《天使女成為惡女》，由於金綺泳導演不滿意成品而未安排上映，僅發行過錄影帶等。1995年重新送審，改名為《死也是好的經驗》，但直到1998年金綺泳導演逝世後，才於釜山國際影展特別上映。尹汝貞在片中扮演的女主角崔與貞，是個憎恨丈夫的女子，並與一名女子交易，互相殺死對方憎恨的人。與林常樹導演第七度合作的電影《天堂盜路》在2020年入選第73屆坎城影展，2021年10月正式於釜山國際影展首映。
2022年，尹汝貞被《綜藝雜誌》評選為「全球娛樂圈具影響力的女性」之一，她坦言演員的工作相當艱辛，還得忍受在攝氏零下的室外進行拍攝，她給予娛樂圈女性的建言：「如果妳非做不可，那就追尋夢想。別傻了，電影圈並不全如表面那般光鮮亮麗，但妳只需要相信並支持自己。⋯⋯妳會那麼做是因為對作品有愛。如果妳喜歡妳所做的事，那就不會覺得是在工作。」尹汝貞自2020年11月開始參與Apple TV+原創影集《柏青哥》的拍攝，該劇於2022年3月25日正式上線，於4月29日獲得第2季續訂。其演技依舊收獲好評，影評人稱讚她的表情與眼神承載著角色的經歷與情感，且能自如遊走在悲傷與活潑的兩極情緒之間。5月，tvN推出紀錄尹汝貞參與美國獎季的綜藝節目《意外的旅程》，與李瑞鎮搭擋出鏡，同樣由羅暎錫製作。
Hook Entertainment爆發醜聞後，證實尹汝貞與該公司的經紀約已經到期。2023年1月，創新藝人經紀公司簽下尹汝貞，並繼續由梯隊藝人經紀（Echelon Talent Management）的安德魯·黃（Andrew Ooi）負責經紀管理。
2024年，參演了安德魯·安翻拍自李安執導之同名電影《囍宴》，扮演韓基燦所飾演之角色的奶奶，該片於2025年上映。同年，加入Netflix選集劇集《怒嗆人生》第2季的主演陣容，扮演擁有鄉村俱樂部的億萬富豪。

## 影視作品

### 電視劇
| 年份      | 電視台       | 作品                               | 角色               | 備註                    |
| --------- | ------------ | ---------------------------------- | ------------------ | ----------------------- |
| 1967      | TBC          | 《熊先生》（미스터 곰）                     |                    | [ 200 ] [ 201 ] [ 202 ] |
| 1970      | TBC          | 《妻子的模樣》（아내의 모습）                 |                    | [ 203 ] [ 204 ] [ 205 ] |
| 1970      | MBC          | 《江邊生活》                       |                    |                         |
| 1970      | MBC          | 《愛與悲傷之河》                   |                    |                         |
| 1970      | MBC          | 《朴瑪利亞》                       | 朴瑪利亞           |                         |
| 1970-1971 | MBC          | 《路》                             |                    |                         |
| 1971-1972 | MBC          | 《張禧嬪》                         | 張禧嬪             |                         |
| 1972      | MBC          | 《一年十二個月－與家的對話》（일년열두달 - 집과의 대화）   | 女兒               | [ 206 ]                 |
| 1972      | MBC          | 《蘆葦之歌》                       |                    |                         |
| 1972      | MBC          | 《一年十二個月－新村大嬸》（일년열두달 - 신촌아줌마）     | 女兒               | [ 207 ]                 |
| 1972      | MBC          | 《彩虹》（무지개）                       | 韓社長的女兒       | [ 34 ]                  |
| 1972      | MBC          | 《大院君》                         | 閔妃               | [ 208 ]                 |
| 1972-1973 | MBC          | 《新媽媽》                         | 宋恩惠             |                         |
| 1973      | MBC          | 《閔妃》                           |                    | [ 209 ]                 |
| 1976      | MBC          | 《女高同窗生》                     | 金信慈             |                         |
| 1984      | MBC          | 《暢銷劇場－三角笠》（고깔）           | 老處女記者         | 獨幕劇                  |
| 1985      | MBC          | 《媽媽的房間》                     | 韓惠實的朋友       | [ 210 ]                 |
| 1985      | MBC          | 《田園日記》                       | 吉秀的母親／金春順 |                         |
| 1986      | MBC          | 《初戀》                           | 河在英             |                         |
| 1987      | MBC          | 《愛情與野望》                     | 宋慧珠             |                         |
| 1988      | MBC          | 《遠美洞的人們》                   |                    |                         |
| 1988      | MBC          | 《沙城》                           | 金真愛             |                         |
| 1989      | MBC          | 《候鳥》                           |                    |                         |
| 1989      | MBC          | 《不眠樹》                         | 舞蹈講習所講師     |                         |
| 1989      | KBS2         | 《愛情的羈絆》                     | 申智媛             |                         |
| 1990      | MBC          | 《叛亂的玫瑰》                     | 玉善               |                         |
| 1990      | KBS2         | 《儉省之月》                       |                    |                         |
| 1991      | MBC          | 《魚餌與韁繩》（미끼와 고삐）                 |                    | 新年特輯                |
| 1991      | MBC          | 《另一個幸福》                     |                    |                         |
| 1991      | MBC          | 《天使的翅膀》                     | 松華的養母         | 兒童月特輯劇            |
| 1991-1992 | MBC          | 《愛情是什麼》                     | 韓心愛             |                         |
| 1992      | SBS          | 《糞禮記》                         | 糞禮的母親         |                         |
| 1992-1993 | MBC          | 《女子的房間》                     |                    |                         |
| 1992-1993 | SBS          | 《冠村隨筆》                       | 滿滿（大福的母親） | [ 89 ]                  |
| 1993      | KBS2         | 《我過去年輕時》（옛날 나 어릴 적에）               | 大女兒             | 新年特輯                |
| 1993      | SBS          | 《你家的丈夫是什麼樣？》           | 宋恩女             |                         |
| 1993      | MBC          | 《最佳劇場－同行》（동행）             |                    | 獨幕劇                  |
| 1993      | SBS          | 《所謂活著》                       | 風開的母親         |                         |
| 1993-1994 | MBC          | 《金家李家》                       | 尹成淑             |                         |
| 1994      | SBS          | 《作別》                           | 李市內             |                         |
| 1995      | SBS          | 《你的聲音》                       | 言年兒             |                         |
| 1995      | MBC          | 《最佳劇場－安寧病房的大嬸》（호스피스 아줌마）   | 貞淑               | 獨幕劇                  |
| 1995-1996 | KBS2         | 《澡堂老闆家的男人們》             | 盧惠英             |                         |
| 1996      | MBC          | 《敞開心扉》                       | 崔順珠             |                         |
| 1996-1997 | KBS2         | 《誘惑》                           |                    |                         |
| 1996-1997 | MBC          | 《簡易驛》                         | 江陵食堂老闆娘     |                         |
| 1997      | MBC          | 《愛情的條件》                     | 李金子             | 三一節特輯劇            |
| 1997      | MBC          | 《我活著的理由》                   | 孫夫人             |                         |
| 1997      | SBS          | 《鄰家的女人》                     | 金順喜             |                         |
| 1997      | MBC          | 《最佳劇場－福順小姐的迴力鏢》（복순씨의 부메랑） | 福順               | 獨幕劇                  |
| 1998      | MBC          | 《老大》                           | 崔淑子             |                         |
| 1998-2000 | MBC          | 《除了愛情，我不知道》             | 安聖慈             |                         |
| 1998      | KBS2         | 《謊言》                           | 尹英姬             |                         |
| 1998      | SBS          | 《洪吉童》                         | 仁玉的母親         |                         |
| 1998      | KBS2         | 《單戀》                           |                    |                         |
| 1999      | MBC          | 《我們真的愛過嗎？》               | 崔慧慈             |                         |
| 1999      | Dramanet SBS | 《父親》（아버지）                       |                    | [ 215 ]                 |
| 1999-2000 | SBS          | 《你是誰》                         | 鄭信愛             |                         |
| 1999-2000 | MBC          | 《許浚》                           | 成仁哲之妻         |                         |
| 2000      | KBS2         | 《小蓋子》                         | 金福女             |                         |
| 2000      | SBS          | 《KAIST》                          | 機械工學教授       |                         |
| 2000-2001 | SBS          | 《我好想見你》                     | 李玉芬             |                         |
| 2001      | SBS          | 《順子》                           | 高昌嬸             |                         |
| 2001      | KBS2         | 《愛情奇蹟》                       | 安貞熙             |                         |
| 2001      | KBS2         | 《藍霧》                           | 美順               |                         |
| 2001      | MBC          | 《情定大飯店》                     | 尹東淑             |                         |
| 2001      | SBS          | 《律師事務所》                     | 英雄的母親         |                         |
| 2001      | MBC          | 《最佳劇場－同行II》               | 金女               | 獨幕劇                  |
| 2001-2002 | KBS2         | 《羨慕同婿》                       | 崔鐘淑             |                         |
| 2001-2002 | KBS1         | 《這是愛》                         | 李貞子             |                         |
| 2002      | MBC          | 《預約愛情》                       | 鄭柔順             |                         |
| 2002      | SBS          | 《情》                             | 嚴氏               |                         |
| 2002      | KBS2         | 《好想談戀愛》                     | 茵愛               | 特別演出                |
| 2003      | KBS2         | 《青青草原》                       | 金占熙             |                         |
| 2003      | KBS1         | 《達鐘先生的灰姑娘》               | 必順               | 新年特輯劇              |
| 2003      | KBS2         | 《玫瑰籬笆》                       | 許女士             |                         |
| 2003-2004 | KBS2         | 《珍珠項鍊》                       | 尹海明             |                         |
| 2003-2004 | KBS1         | 《百萬朵玫瑰》                     | 崔金子             |                         |
| 2004      | MBC          | 《玫瑰戰爭》                       | 許英心             |                         |
| 2004      | KBS2         | 《Drama City－我們火腿》（우리 햄）       | 奶奶               | 獨幕劇                  |
| 2004      | MBC          | 《愛爾蘭》                         | 詩妍的母親         |                         |
| 2005      | SBS          | 《愛情共感》                       | 曦琇的母親         |                         |
| 2005      | MBC          | 《加油！金順》                     | 金順的奶奶         |                         |
| 2005      | KBS2         | 《成為流行歌》                     | 吳淑英             | 創社特輯劇              |
| 2005-2006 | KBS2         | 《再見了悲傷》                     | 李淵心             |                         |
| 2006      | MBC          | 《真的真的喜歡你》                 | 具香淑             |                         |
| 2006-2007 | KBS1         | 《19歲的純情》                     | 尹明惠             |                         |
| 2006      | MBC          | 《狐狸啊，你在做什麼？》           | 趙順南             |                         |
| 2007      | SBS          | 《相愛的人啊》                     | 尹敏子             |                         |
| 2007-2008 | KBS2         | 《媳婦的全盛時代》                 | 徐美順             |                         |
| 2008      | MBC          | 《春子家有喜事了》                 | 楊福熙             |                         |
| 2008      | KBS2         | 《他們的世界》                     | 吳敏淑             |                         |
| 2009      | KBS1         | 《回家的路》                       | 南順貞             |                         |
| 2009      | MBC          | 《向大地頭球》                     | 愛子               |                         |
| 2010      | MBC          | 《黃金魚》                         | 趙允希             |                         |
| 2011      | MBC          | 《快樂我的家》                     | 成銀淑             |                         |
| 2011      | MBC          | 《能听见我的心吗？》               | 黃順琴             |                         |
| 2012      | KBS2         | 《順藤而上的你》                   | 嚴清愛             |                         |
| 2012      | MBC          | 《The King 2 Hearts》              | 方詠宣             |                         |
| 2013      | MBC          | 《女王的教室》                     | 龍弦子             |                         |
| 2014      | KBS2         | 《真是好時節》                     | 張昭心             |                         |
| 2015      | KBS2         | 《》                               | 本人               | 特別演出                |
| 2015-2017 | Netflix      | 《超感8人組》                      | 敏貞               | 6集                     |
| 2016      | tvN          | 《我親愛的朋友們》                 | 吳忠南             |                         |
| 2017      | TNT          | 《高地之家》（Highland）           |                    | 試播集                  |
| 2019-2020 | MBC          | 《沒有第二次》                     | 卜末禮             |                         |
| 2022-現在 | Apple TV+    | 《柏青哥》                         | 金善慈（坂東伸子）（老年） |                         |
| 2025      | Netflix      | 《怒嗆人生》                       |                    | 第2季                   |

### 電影
| 年份         | 作品                                                                   | 角色               | 導演       | 備註                   |
| ------------ | ---------------------------------------------------------------------- | ------------------ | ---------- | ---------------------- |
| 1971         | 《火女》                                                               | 吳明子             | 金綺泳     |                        |
| 1972         | 《蟲女》                                                               | 明子               | 金綺泳     |                        |
| 1973         | 《女大生又順》                                                         | 福女               | 鄭仁燁     |                        |
| 1978         | 《韓裔美人的日與夜》                                                   |                    | 洪義峰     |                        |
| 1985         | 《母性》                                                               | 洪慶愛             | 朴哲洙     |                        |
| 199019952021 | 《天使女成為惡女》《死也是好的經驗》《死也是好的經驗：天使女成為惡女》 | 崔與貞             | 金綺泳     | 錄影帶首映重新送審公映 |
| 2003         | 《風流家族》                                                           | 洪秉寒             | 林常樹     |                        |
| 2004         | 《春暖花開的時候》                                                     | 賢宇的母親         | 柳長河     |                        |
| 2005         | 《總統致命一擊》                                                       | 不明事理的母親     | 林常樹     | 特別演出；身兼片尾旁白 |
| 2006         | 《我們的幸福時光》                                                     | 莫妮卡修女         | 宋海星     |                        |
| 2007         | 《亂世狂愛》                                                           | 賢宇的母親         | 林常樹     |                        |
| 2007         | 《黃真伊》                                                             | 奶媽               | 張允炫     |                        |
| 2008         | 《猛男誕生記》                                                         | 奶奶               | 申漢率     |                        |
| 2009         | 《女演員們》                                                           | 本人               | 李在容     | 身兼編劇               |
| 2010         | 《愛情，說來可笑》                                                     | 文慶的母親         | 洪常秀     |                        |
| 2010         | 《下女》                                                               | 趙秉植             | 林常樹     |                        |
| 2011         | 《藍鹽》                                                               | 姜女士             | 李鉉升（이현승） |                        |
| 2011         | 《愛，在他鄉》                                                         | 朴淑               | 洪常秀     |                        |
| 2012         | 《金錢的味道》                                                         | 白金玉             | 林常樹     |                        |
| 2013         | 《網路遙控開麥拉》                                                     | 本人               | 李在容     | 紀錄片                 |
| 2013         | 《高齡化家族》                                                         | 媽媽               | 宋海星     |                        |
| 2014         | 《自由之丘》                                                           | 邱玉               | 洪常秀     |                        |
| 2015         | 《長壽商會》                                                           | 林金妮             | 姜帝圭     |                        |
| 2015         | 《我的親密敵人》                                                       | 汝貞               | 林常樹     | 特別演出               |
| 2015         | 《這時對，那時錯》                                                     | 姜德秀             | 洪常秀     |                        |
| 2016         | 《季春奶奶》                                                           | 洪季春             | 創（）     |                        |
| 2016         |                                                                        | 尹昭英             | 李在容     |                        |
| 2017         | 《山野菜處女》                                                         | 順心               | 金楚熙     |                        |
| 2018         | 《那才是我的世界》                                                     | 朱仁淑             | 崔成賢（최성현） |                        |
| 2020         | 《抓住救命稻草的野獸們》                                               | 順子（宗萬的母親） | 金容勛（김용훈） |                        |
| 2020         | 《福氣啦！燦實》                                                       | 福實奶奶           | 金楚熙     |                        |
| 2021         | 《夢想之地》                                                           | 順子               | 鄭李爍     |                        |
| 2021         | 《天堂盜路》                                                           | 尹女士             | 林常樹     |                        |
| 2024         | 《日日好狗日》                                                         | 曹敏瑞             | 金德民     | [ 218 ]                |
| 2025         | 《囍宴》                                                               | 慈英               | 安德魯·安  | [ 197 ] [ 198 ]        |

### 綜藝節目
| 年份 | 電視台 | 作品            |
| ---- | ------ | --------------- |
| 2012 | KBS2   | 《KBS演技大獎》 |
| 2013 | tvN    | 《花樣姐姐》    |
| 2017 | tvN    | 《尹食堂》      |
| 2018 | tvN    | 《尹食堂2》     |
| 2021 | tvN    | 《尹STAY》      |
| 2022 | tvN    | 《意外的旅程》  |

## 獲獎記錄
1971年，尹汝貞憑藉第一部電影《火女》獲得錫切斯影展與青龍電影獎的女主角獎，以及大鐘獎與釜日電影獎的新人獎。1985年以電影《母性》入圍大鐘獎女主角獎，1992年以電視劇《糞禮記》獲得韓國放送大獎與SBS明星獎。
2003年，以《風流家族》第三度入圍大鐘獎，獲得釜山電影評論家協會獎與大韓民國電影大獎的女配角獎。2010年至2011年間，憑《下女》獲得亞洲電影大獎最佳女配角殊榮，並二度獲得青龍電影獎、大鐘獎與釜日電影獎，以及首座春史電影獎。
2016年至2017年間，以《神女觀音》獲得奇幻國際電影節黑馬獎最佳女主角、釜日電影獎女主角獎以及年度女性電影人獎，除了第三度入圍青龍電影獎，更是首次入圍百想藝術大獎。
2020年至2021年間，憑藉美國電影《夢想之地》榮獲奧斯卡金像獎最佳女配角、英國電影學院獎最佳女配角、美國演員工會獎電影類最佳女配角以及獨立精神獎最佳女配角，創下韓籍演員奪得英美兩國影獎的紀錄，並橫掃國家評論協會、國家影評人協會、波士頓影評人協會、洛杉磯影評人協會、舊金山影評人協會等多個影評協會獎。
2021年，獲頒韓國大眾文化藝術獎金冠（一等）文化勳章，為該獎12年史上首位獲得該最高殊榮者。

## 外部連結
- 尹汝貞在韩国电影数据库（KMDb）上的資料（韓語）
- 尹汝貞在互联网电影资料库（IMDb）上的資料（英文）
- 尹汝貞 （页面存档备份，存于）在NAVER上的資料
- 尹汝貞 （页面存档备份，存于）在Daum上的資料

Template:Navboxes